# Racespel

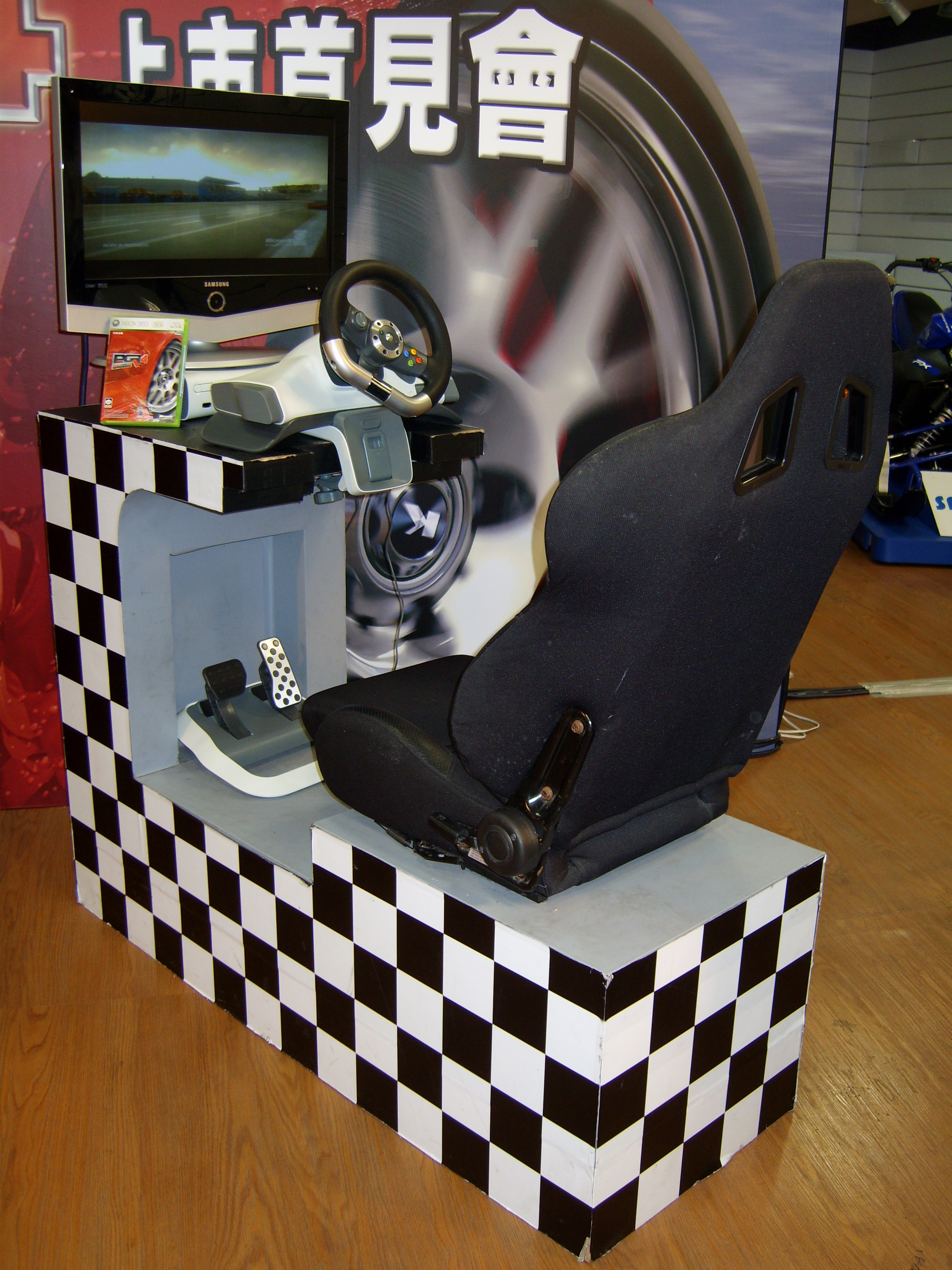
Arcade-racespel

Racespel is een computerspelgenre, waarin het racen over een circuit met een auto of ander transportmiddel centraal staat. Dit genre is een van de oudste computerspelgenres. Verwant hieraan zijn de meer realistische racesimulaties.
Het genre is vooral geliefd bij arcadespellen, waarbij de besturing vaak bestaat uit een speciale console die eruitziet als het interieur van een auto. Ook bestaan er racesturen die op een spelconsole of PC kunnen worden aangesloten, zodat ook thuis een race-ervaring kan worden beleefd bij het spelen van racespellen. Op de Wii kunnen racespelen worden gespeeld met speciale racesturen(Wii Wheels) waarin de Wii-afstandsbediening kan worden geklikt. Een dergelijk stuur werd meegeleverd bij het spel Mario Kart, maar kan ook los worden gekocht.

## Soorten
Racespellen komen in vele soorten voor. Zo zijn er realistische spellen waarin wordt geracet met alledaagse voertuigen (meestal auto's), en die zich afspelen op echt bestaande racecircuits zoals de Nürburgring, Le Mans, Zandvoort en Assen, maar er zijn ook spellen die zich afspelen in fantasiewerelden waarin wordt geracet met opmerkelijke of verzonnen voertuigen. Er zijn zowel spellen waarin het perspectief in de eerste persoon is als in de derde persoon. Racespellen met perspectief in de eerste persoon zijn voor auto- of motorcoureurs een goede manier om te oefenen voor het racen op een echt circuit omdat ze op deze manier de nodige ervaringen op kunnen doen zonder risico's op ongelukken.

## Spelervaring
Doorgaans is de opdracht in deze spellen om als eerste de finish van een circuit of route te bereiken. Soms komen er extra doelen bij zoals punten scoren met spectaculaire acties. Vaak kan men in veel racespellen met deze verdiende punten het voertuig uitrusten met meer technische snufjes, sterkere carrosserie of bewapening. Spelseries als Grand Theft Auto en Driver kennen wat meer vrijheid: men moet nog wel van punt A naar punt B, maar de route mag zelf uitgekozen worden.
In sommige spellen moeten spelers schade aanrichten aan hun eigen voertuig of aan de omgeving door te rammen. Een voorbeeld is Destruction Derby. Punten worden behaald door voertuigen op een zo creatief mogelijke manier de vernieling in te helpen en de winnaar is degene die aan het eind van de tijdslimiet onbeschadigd is. In de Burnout-serie is het mogelijk om de wagen van tegenstanders te laten crashen en zo een race makkelijker te winnen. 
Bij Mario Kart liggen er op het circuit voorwerpen die door de spelers kunnen worden verzameld om zichzelf een voordeel te geven of om tegenstanders het leven zuur te maken, zodat het makkelijker wordt om de race te winnen. 
In sommige racespellen kan een tijdrit herhaald worden afgespeeld, zoals het baanrecord. In enkele spellen kan tegen een virtueel voertuig gereden worden van een opgeslagen tijdrit. Dit is meestal een transparant figuur en wordt daarom ook 'geest' genoemd. 

## Kritiek
Opschudding veroorzaakte het spel Carmageddon uit 1997, waarin men punten kon behalen door voetgangers omver te rijden. Veilig Verkeer Nederland VVN heeft tevergeefs gewedijverd om het spel te laten verbieden. In de Tweede Kamer werden er vragen over aan minister Winnie Sorgdrager van Justitie gesteld.

## Voorbeelden

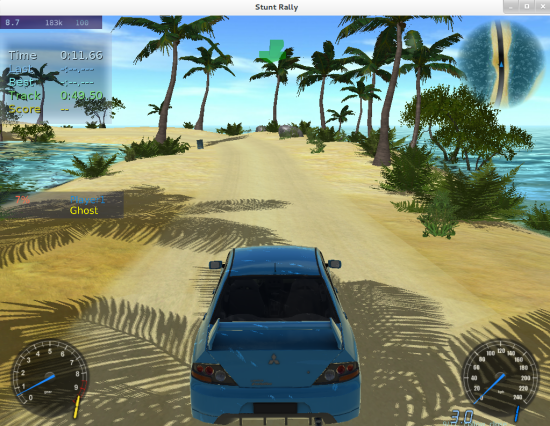
Schermafbeelding van een racespel

Enkele voorbeelden van bekende racespellen en -series zijn:
- Asphalt-serie
- Burnout-serie
- Forza-serie
- Gran Turismo-serie
- Grid-serie
- Need for Speed-reeks
- Mario Kart
- Out Run
- rFactor
- Ridge Racer-serie
- SuperTuxKart